# Вынга
Вынга — река в России, протекает по Ханты-Мансийскому АО. Устье реки находится в 4 км от устья протоки Камаева по правому берегу, впадающей в Обь справа в 1406 км от устья. Длина реки составляет 115 км, площадь водосборного бассейна — 500 км².

## Данные водного реестра
По данным государственного водного реестра России относится к Верхнеобскому бассейновому округу, водохозяйственный участок реки — Обь от города Нефтеюганск до впадения реки Иртыш, речной подбассейн реки — Обь ниже Ваха до впадения Иртыша. Речной бассейн реки — (Верхняя) Обь до впадения Иртыша.
Код объекта в государственном водном реестре — 13011100212115200045570.